# Conquête du Touat et du Gourara (1266)
Pour les articles homonymes, voir Conquête du Touat et du Gourara.
 (avril 2025).
Motif : En attendant des sources secondaires centrées
- Archive Wikiwix
- Bing
- Cairn
- DuckDuckGo
- E. Universalis
- Gallica
- Google
- G. Books
- G. News
- G. Scholar
- Persée
- Qwant
- (zh) Baidu
- (ru) Yandex
- (wd) trouver des œuvres sur Wikidata

| 1. | Préciser le motif de la pose du bandeau. | Précisez le motif de la pose du bandeau en utilisant la syntaxe suivante : {{admissibilité à vérifier\|date=avril 2025\|motif=remplacez ce texte par le motif}}                                             |
| 2. | Informer les utilisateurs concernés.     | Pensez à avertir le créateur de l'article, par exemple, en insérant le code ci-dessous sur sa page de discussion : {{subst:avertissement admissibilité à vérifier\|Conquête du Touat et du Gourara (1266)}} |

La conquête almohade du Touat et du Gourara, est menée en 1266 par le caïd Messaoud ben Nacer, envoyé par le calife almohade Abou al-`Oula dit Abû Dabbûs.  

## Déroulement
Désormais maître de Marrakech et de tout son empire, l'émir mouhhide (almohade) Abou al-`Oula envoie le caïd Messaoud ben Nacer au Touat vers 1266. À cette époque, ce sont les nomades arabes qui imposent leur loi aux ksouriens. 
Le caïd Messaoud atteint Semmota où l'attend le cheikh Abdelâli ben Slimane. Il y appelle toutes les tribus arabes de la région à reconnaitre l'émir mouhhide Abou al-`Oula Idriss. Le caïd Messaoud continue sa marche jusqu'à l'Oued-el-Henné, où il est rejoint par les tribus Boramik et Oulad Ali ben Hammadi. Ces tribus arabes viennent camper autour des ksours de Zaglou, dans le Touat, et portent officiellement leur allégeance à l'émir mouhhide (almohade) de Marrakesh Abou al-`Oula.
Messaoud ben Nacer part à Marrakech pour fêter l'Aïd el-Fitr auprès du souverain almohade. Il retourne ensuite dans la région avec 120 cavaliers, et rencontre le cheikh Abou Hafs dans l'oasis de Timmi. De là, il part pour le Gourara, précisément à Tibecherine, d'où il reçoit des cadeaux et l'allégeance au calife par les Arabes de M'guiden. Le caïd Messaoud est cependant attaqué une nuit par trahison par ces mêmes Arabes, qui tuent plus 25 de ses cavaliers. Le caïd parvient à s'enfuir et se réfugier dans l'oasis de Timmi, d'où il mobilise les tribus arabes Boramik et Oulad Ali ben Hammadi, qui reconnaissent l'autorité du calife almohade. Le caïd lance une attaque sur les Arabes de M'guiden, et les met en déroute, leur tuant plus de 160 personnes. Messaoud et ses alliés arabes perdent 60 hommes après ce combat. Il semble que cette expédition ait lieu à la faveur du conflit entre Zianides et Mérinides un à deux ans plus tard vers 1268 : en effet les almohades ont forcément dû contrôler la route passant par Sijilmassa afin de s'aventurer au Touat .

## Sources

### Sources bibliographiques
1. 1 2 3  Martin 1908, p. 98
2. ↑  Bellil 1999, p. 100

#### Francophone
- Alfred Georges Paul Martin, Les oasis sahariennes : (Gourara-Touat-Tidikelt), L'Imprimerie Algérienne, 1908, 406 p.
- Rachid Bellil, Les oasis du Gourara (Sahara algérien), Peeters Publishers, 1999, 307 p. (ISBN 978-90-429-0721-8, lire en ligne)